# Sunidhi Chauhan
Pour les articles homonymes, voir Chauhan.
 (mars 2016).
Si vous disposez d'ouvrages ou d'articles de référence ou si vous connaissez des sites web de qualité traitant du thème abordé ici, merci de compléter l'article en donnant les références utiles à sa vérifiabilité et en les liant à la section « Notes et références ».
Sunidhi Chauhan est une chanteuse indienne, née le 14 août 1983. Elle connait la célébrité grâce à la chanson Ruki Ruki si Zindagi du film Mast réalisé par Ram Gopal Varma. Elle est l'ex-femme du réalisateur Bobby Khan. Elle a reçu le Filmfare Award RD. Burman du meilleur jeune espoir musical en 2001.
Elle se fait connaitre en participant à Meri Awaz Suno un télé-crochet musical où elle gagne le Lata Mangeshkar Award de la meilleure chanteuse. De plus, Lata Mangeshkar lui offre une formation musicale car elle n'en avait encore reçu aucune.
Elle fait ses débuts comme chanteuse pour le cinéma dans le film Shastra. Elle a aussi chanté pour les films Gang, Veergati, Dahek, Badey Dilwala, Raja Ki Ayegi Barat, Samar, Mission Kashmir, etc. 
Elle est beaucoup critiquée pour sa voix mûre malgré son âge. Néanmoins, les critiques s'apaisent quand sa chanson Bhage Re Man Mora du film Chameli devient un grand succès. Aujourd'hui, elle est reconnue comme étant une des chanteuses au talent le plus varié depuis Asha Bhosle.
Elle sort son premier album solo, Aira Gaira Nathu Khaira.